# Charles la Cour
Charles Dornonville de la Cour (født 22. juni 1838 i København, død 10. juli 1921) var en dansk officer, skuespiller og redaktør, bror til Victor og Eugen la Cour.

## Officer
Han var søn af officeren Niels la Cour og Emilie Antoinette Bruun og var i 1853 på et tre måneder langt togt til England og tog dernæst 1853-54 styrmandseksamen i København. Han var også det følgende år til søs (i Vestindien og New York) og 1855-56 i England, hvorfra han, efter at have lidt havari, rejste hjem til København via Frankrig, Belgien og Tyskland. Han søgte ind på Søkadetakademiet, men bestod ikke adgangsprøven og skiftede derfor spor til Landkadetakademiet, hvor han blev optaget.
La Cour blev landkadet i 1856, sekondløjtnant i 1858 og var som sådan ansat ved 3. dragonregiment i Aarhus. Han blev overflyttet til 6. regiment i Wandsbek 1863, blev adjutant hos forpostkommandøren ved Dannevirke og i Dybbølstillingen under 2. Slesvigske Krig 1864 og blev Ridder af Dannebrog den 27. juni 1864. Han var dernæst i Kolding, men kom efter eget ønske 1865 tilbage til Aarhus dragoner, tog i forbindelse med Hærlovens reduktion sin afsked 28. maj 1866 med årpenge og med rang af premierløjtnant.
I Aarhus blev la Cour gift første gang 22. juni 1865 med Karen Christiane Judithe Christensen (11. marts 1838 i Aarhus – 5. oktober 1875 i København), datter af købmand, jernstøber og borgerkaptajn Christen Christensen og Caroline Agnete Brorson Schinnerup. Hun var en yndet sanglærerinde og havde senere et agtet navn som sangerinde.

## Skiftende levebrød
Efter sin afgang fra Hæren anlagde han et kalkbrænderi ved Risskov, som han dog lukkede allerede i efteråret 1867. Derpå blev han assistent ved De jysk-fynske Statsbaners drift oktober 1867 og kom til Jernvejskontoret 1870, hvorfra han dog tog afsked 1872.
Han kastede sig nu over skuespillet og debuterede 27. august 1872 på Folketeatret i København, som han imidlertid forlod i 1876. Hans hustru døde 1875, og på Folketeatret mødte han sin anden hustru, Eleonora (kaldet Ella) Caroline Møller (31. januar 1851 på Frederiksberg – ), datter af slagtermester Lars Møller og Karen Marie Møller), som han ægtede 12. august 1876 i København. Hun var koristinde ved Folketeatret fra 1872, skuespillerinde fra 1873. Han trådte noget senere med sin kone ind i Foglits skuespillerselskab og tiltrådte med dette en kunstrejse til Norge, men vendte 1877 tilbage til Folketeatret, hvor han dog kun var engageret en enkelt sæson.
Charles la Cour prøvede forgæves at etablere en karriere som forretningsmand, og derfor tog han atter til Norge som leder af et lille skuespilselskab, spillede derefter tillige med sin hustru i Danmark, Norge og Sverige (foretog bl.a. en turné helt op til Vardø), indtil de begge i 1882 blev engageret til det da nyoprettede Dagmarteater i København.
1883 blev han separeret fra sin hustru og rejste i august dette år til Norge, hvor han igen søgte at komme ind i forretningslivet, men blev nødt til at ernære sig som skuespiller. Han blev gift for tredje gang 19. juni 1886 i Kristiania med Elisabeth (kaldet Betty) Sophie Alfrida Nyegaard (27. august 1844 i København – 28. september 1921), datter af cand. jur., senere byfoged Nyegaard. Hun kom i en tidlig alder til Casino, spillede derefter ved det Orlamundtske selskab og senere i en årrække i Norge.

## Redaktør
La Cour fik i oktober 1886 ansættelse ved det illustrerede ugeblad Folkebladet, men mistede den efter et års tids forløb. Fra marts 1888 var han medarbejder ved Nationaltidende i Kristiania indtil nytår 1891, da bladet måtte lukke. Samme år i juni blev han ansat som medarbejder ved Norges Sjøfartstidende, hvis redaktør han blev i december 1894, da bladet gik over i et nyt aktieselskab. I 1913 tog han sin afsked fra redaktørposten på grund af alder og tunghørighed og flyttede med sin hustru til København, hvor han fra oktober 1914 til sin død havde fribolig i Kronprins Frederiks og Kronprinsesse Louises Stiftelse (Frimurerstiftelsen).